# Abdij van Ardorel
De Abdij van Ardorel (Ardorellum) was een abdij van de cisterciënzers in de gemeente Payrin-Augmontel in het departement  Tarn in de regio Occitanië in Frankrijk. De abdij lag dertien kilometer zuidoostelijk van Castres.

## Geschiedenis
In 1114 bestond er in Ardorel al een gemeenschap van de orde der Benedictijnen. In 1124 verzocht Cecile van Provence, gravin van Béziers, de abt van de Abdij van Cadouin een groep monniken te sturen. In 1138 en 1139 werden door Ardorel, dat toen nog tot de benedictijnenorde moet hebben behoord, de kloosters Valmagne (dat zich in 1144 als dochter van de Abdij van Bonnevaux bij de Cisterciënzers aansloot) en Saint Sauveur de Sira gesticht; dat laatste werd echter negen jaar later alweer opgeheven. Op zijn laatst in 1147 trad Ardorel tot de Cisterciënzer Orde toe, als dochterklooster van de Abdij van Cadouin, dat op een niet bekend tijdstip eveneens tot de Cisterciënzer Orde was toegetreden. In 1162 werden Ardorel en de in 1147 als Benedictijnenabdij opgerichte Abdij van Notre-Dame du Jau onder de abdij van Cardocin geplaatst. In 1587 werd de abdij tijdens de Albigenzische Kruistochten geplunderd en in brand gestoken. De monniken namen hierna hun intrek in de uithof la Rhode in Lempaut, elf kilometer ten noordoosten van Revel. Deze uithof hoorde sinds 1258 bij de abdij van Alborel. Tijdens de Franse Revolutie werd het klooster in 1791 opgeheven.

## Restanten
Van het oorspronkelijke gebouw waren tot de Tweede Wereldoorlog nog restanten over. Tegenwoordig staan alleen nog de fundamenten en een deel van de noordelijke muur van de abdijkerk en restanten van de kapittelzaal overeind midden in een bos op een militair terrein. Een deel van de inrichting van de abdij liggen in het Kathedraalmuseum van Mazamet of bevinden zich in privébezit.